# استان الیاسترا
استان الیاسترا (به ایتالیایی: Province di Ogliastra) استانی در غربی کشور ایتالیا است. الیاسترا در منطقهٔ ساردنی قرار دارد و مرکز آن شهر لنوسی است. مساحت این استان ۱٬۸۵۴ کیلومترمربع و جمعیت آن طبق سرشماری سال ۲۰۱۱ میلادی، تقریباً ۵۷٬۴۹۲ نفر بوده‌است.